# Gare de Fréjus - Saint-Raphaël
Gare de Fréjus - Saint-Raphaël vasútállomás Franciaországban, Fréjus településen.

## Vasútvonalak
Az állomást az alábbi vasútvonalak érintik:
- Marseille–Ventimiglia-vasútvonal

## Kapcsolódó állomások
A vasútállomáshoz az alábbi állomások vannak a legközelebb: